# Tephroseris integrifolia
Tephroseris integrifolia là một loài thực vật có hoa trong họ Cúc. Loài này được (L.) Holub miêu tả khoa học đầu tiên năm 1973.